# 11378 Dauria
11378 Dauria là một tiểu hành tinh vành đai chính. Được phát hiện ngày 17 tháng 09 năm 1998 bởi Chương trình nghiên cứu đối tượng gần Trái Đất của đài thiên văn Lowell (LONEOS) ở trạm Anderson Mesa. Nó được đổi tên cho nhà thiên văn học nghiệp dư Florida Tippy D'Auria (sinh năm 1935).